# سابسه
سابسه شهری در شهرستان سابسه در استان بام در بورکینافاسوی شمالی است و جمعیت آن ۲۷۰۲ نفر است.